# Bentheim-Tecklenburg-Rheda

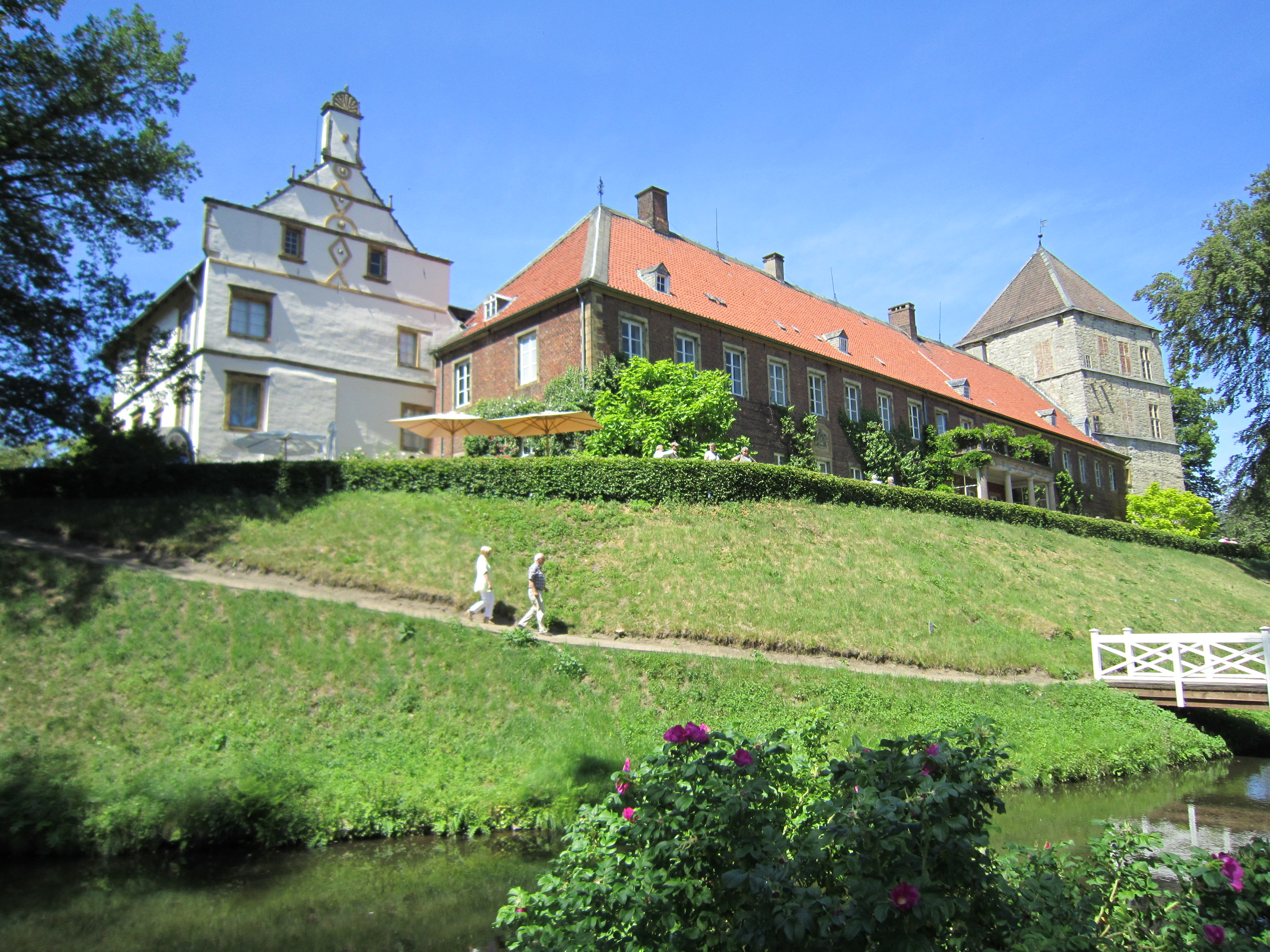
Castell de Rheda

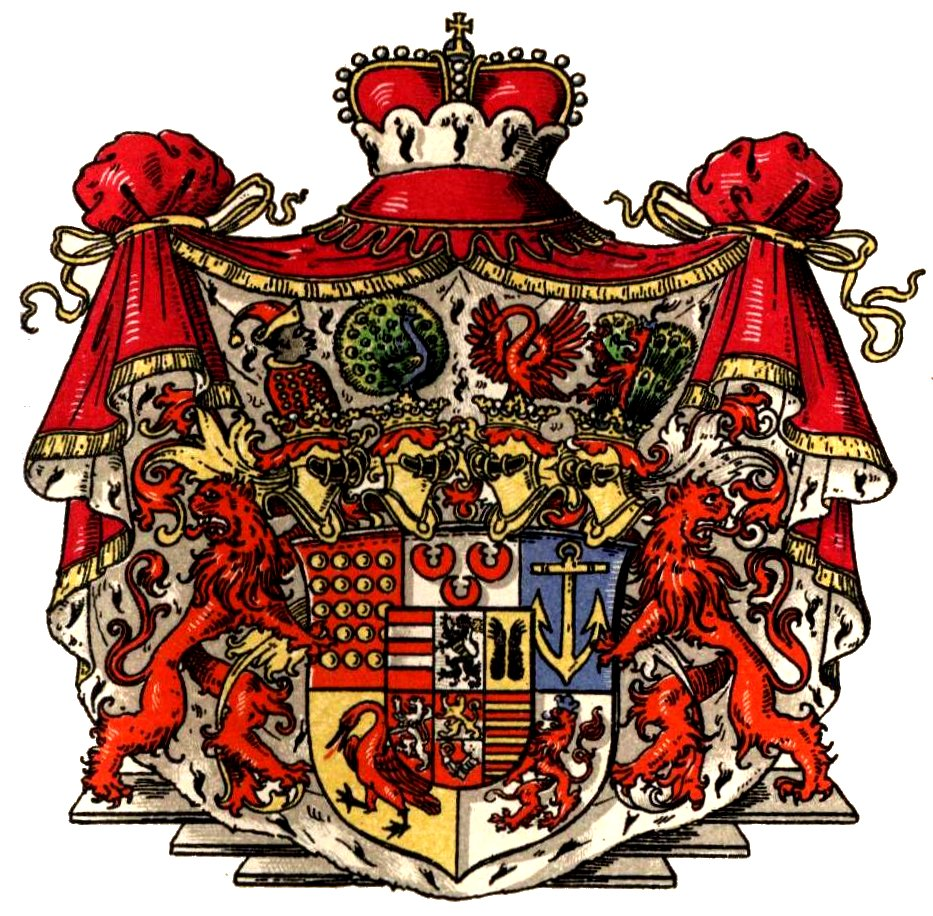
Escut d'armes dels prínceps i comtes de Bentheim-Tecklenburg-Rheda.

Bentheim-Tecklenburg-Rheda fou una branca o línia dels comtes de Bentheim formada per l'antiga senyoria de Rheda. La senyoria fou reconeguda al segle XII i la dinastia senyorial de Rheda s'havia extingit poc després amb la mort de Widukind de Rheda a la tercera croada vers 1190, passant l'herència al comte Bernat II de Lippe; el seu successor, Herman II, va establir la seva capital al castell de Rheda; a la mort de Bernat V sense hereu directe el 1364, els dominis de Lippe van passar al seu germà Simó III, però la senyoria de Rheda fou ocupada pel gendre de Bernat V, Otó VI de Bentheim-Tecklenburg. El comtat de Tecklenburg amb Rheda va passar a Bentheim-Steinfurt fins a la mort d'Arnold III el 1606 quan es van repartir els dominis entre els fills, formant-se la línia Bentheim-Tecklemburg-Rheda, reduïda de fet a Rheda per la compra de Tecklenburg per Prússia el 1707.

## Bentheim-Tecklenburg-Rheda[1]
- Adolf 1606-1625
- Moritz 1625-1674
- Joan Adolf 1674-1701
- Frederic Moritz 1701-1710 (venda de Tecklenburg a Prússia 1707)
- Moritz Casimir I 1710-1768
- Moritz Casimir II 1768-1805
- Emil (primer príncep mediatitzat 1817) 1805-1806 (+ 1837)
- A Prússia 1806